# Guerrero

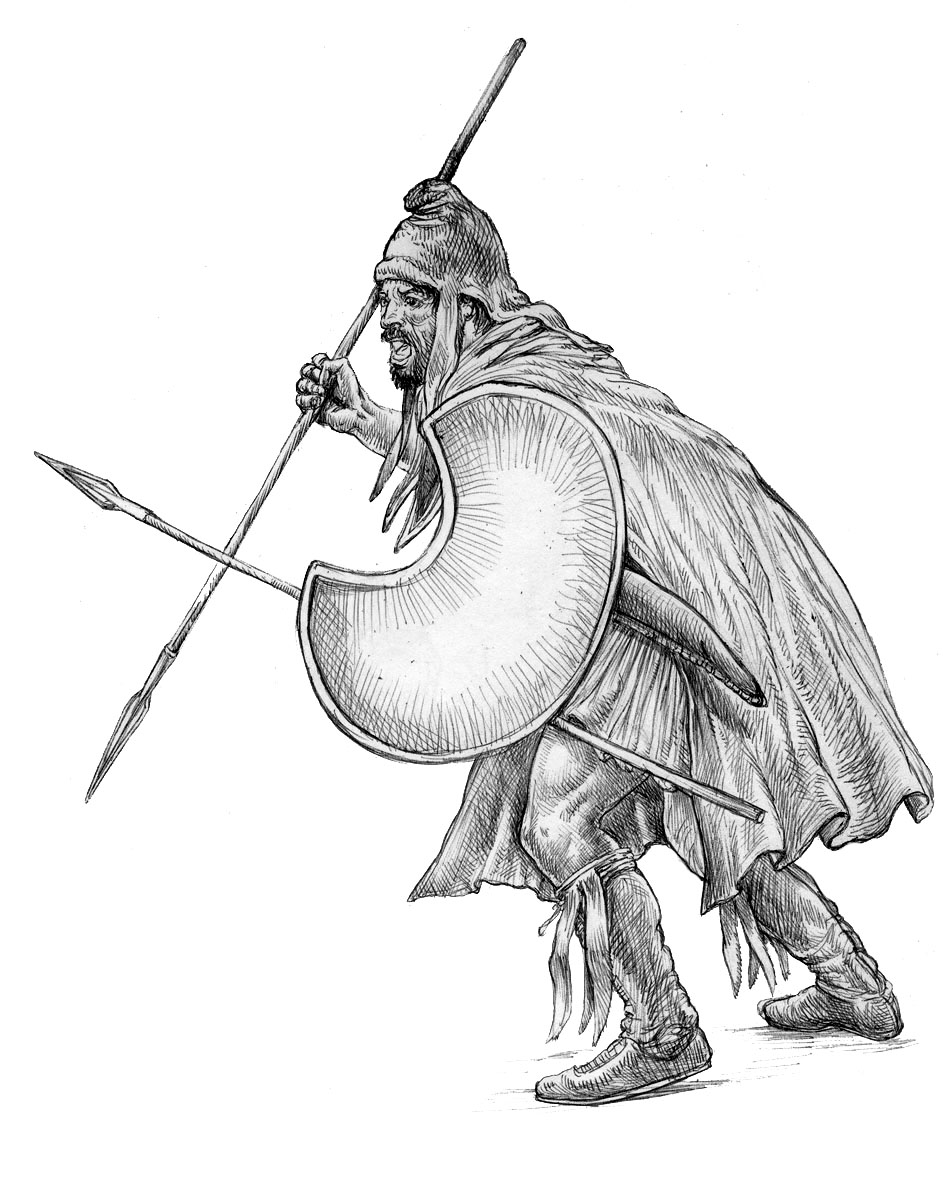
Dibujo de un peltasta tracio del 400 a. C.

Se denomina guerrero a la persona que tiene la guerra como forma de vida y a los pueblos de civilizaciones basadas en la guerra. Es un adjetivo que señala aquello perteneciente o relativo a la guerra.El más claro ejemplo de sociedad guerrera son los espartanos; a los que podemos añadir los pueblos germánicos, el Imperio mongol, los vikingos, etc.

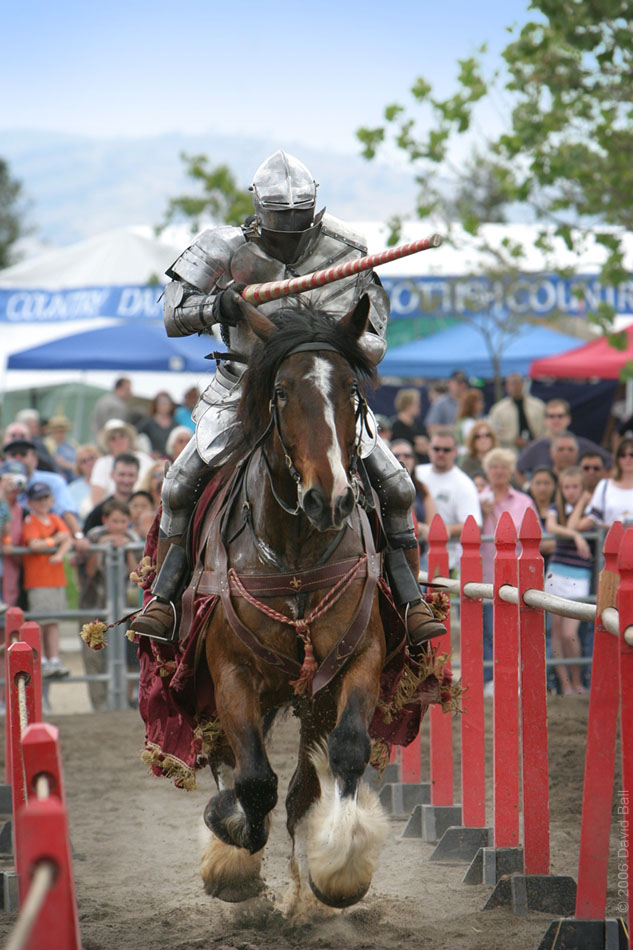
Caballero medieval en una ordalía.

En muchas sociedades tribales (guerra tribal, endémica o ritualizada), los guerreros generalmente forman un clan o clase entre ellos. En la Alta Edad Media, al comenzar a desarrollarse el feudalismo, los más aptos en la guerra conseguían destacar en la sociedad y podían ascender a los puestos más altos en el escalafón social, obteniendo por ello prebendas y derechos sobre el resto de la sociedad, a cambio de prestarles protección sobre sus enemigos, mediante el llamado contrato de vasallaje. Solo los que tenían dinero podían permitirse ser guerreros profesionales, esencialmente la nobleza y caballeros que contaban en sus fuerzas con  sus vasallos.
En tiempos de conflicto también podía ser llamada a levas la población (masculina, claro está, exceptuando algunos casos como el de Juana de Arco, campesina y mujer). En algunas sociedades, la guerra puede ser tan importante que la población entera (o más a menudo una gran parte de población masculina) puede ser considerada guerrera como, por ejemplo, las tribus germánicas de la Edad del Hierro o de los Rajputs medievales de la India.

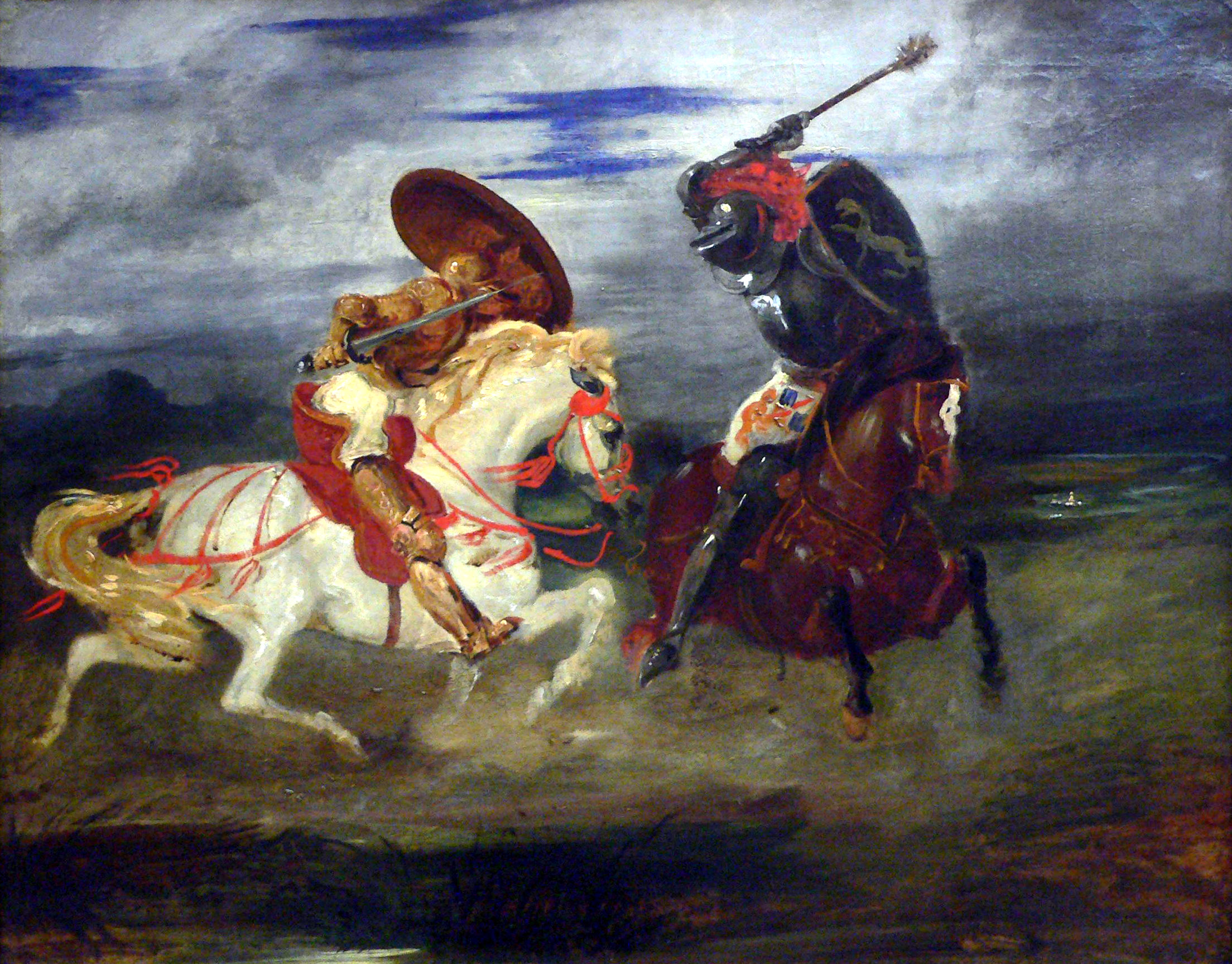
Dos caballeros medievales peleando en un duelo, Museo del Louvre

Además cabe mencionar que ciertos guerreros pueden o no utilizar armadura como los guerreros nórdicos que en cierto modo creían que su dios Odín los protegía careciendo estos de armadura.
En Europa, una vez finalizada la Edad Media, ya no resultaría propio hablar de guerreros, sino que con la modernización de las sociedades, los guerreros, se profesionalizan y pasan a ser soldados y se les paga dinero para que participen en campañas militares o en la defensa de fronteras nacionales. Estos pueden caer en una de las siguientes categorías: soldados, cuando pelean en beneficio de su propio Estado; o mercenarios, cuando ofrecen sus servicios comercialmente al mejor postor, independientemente de su nacionalidad o ideología.
En resumen, se le denomina guerrero a la persona que está dispuesta enfrentar situaciones difíciles y retadoras tanto en la vida cotidiana como en el ámbito militar. 

## Guerreros que pasaron a la Historia
- Los inmortales

Este nombre fue asignado por el historiador Heródoto. Fue una fuerza de combate muy temida en el ejército de la antigua Persia. Estos guerreros eran seleccionados por su habilidad en el combate y su lealtad al rey. Se les llamaba "Inmortales" porque siempre había 10.000 de ellos, y cuando uno moría, era reemplazado inmediatamente.
- William Wallace

Fue un guerrero escocés que lideró la rebelión contra el rey Eduardo I de Inglaterra en el siglo XIII. Resalta por su valentía en la batalla  y su lucha por la independencia de Escocia. 
- Napoleón Bonaparte

Fue un general y emperador francés que conquistó gran parte de Europa en el siglo XIX. Es conocido por su habilidad en la guerra y su capacidad para liderar a sus tropas. 
- Los legionarios romanos

Fueron los soldados de la legión romana, una fuerza militar que se destacó por su disciplina y habilidad en el combate. Fueron fundamentales en la expansión del Imperio Romano y en la defensa de sus fronteras.
- Los caballeros templarios

Fueron una orden militar cristiana que se formó en el siglo XII para proteger a los peregrinos que viajaban a Tierra Santa. Se destacaron por su valentía en el campo de batalla y su lealtad a la Iglesia Católica.
- Los vikingos

Fueron un pueblo nórdico que se destacó por su habilidad en la navegación y el combate. Invadieron gran parte de Europa y dejaron su huella en la historia con sus conquistas y su cultura.